# Technographa ephestris
Technographa ephestris är en fjärilsart som beskrevs av Edward Meyrick 1908. Technographa ephestris ingår i släktet Technographa och familjen Lecithoceridae. Inga underarter finns listade i Catalogue of Life.